# 无畏舰

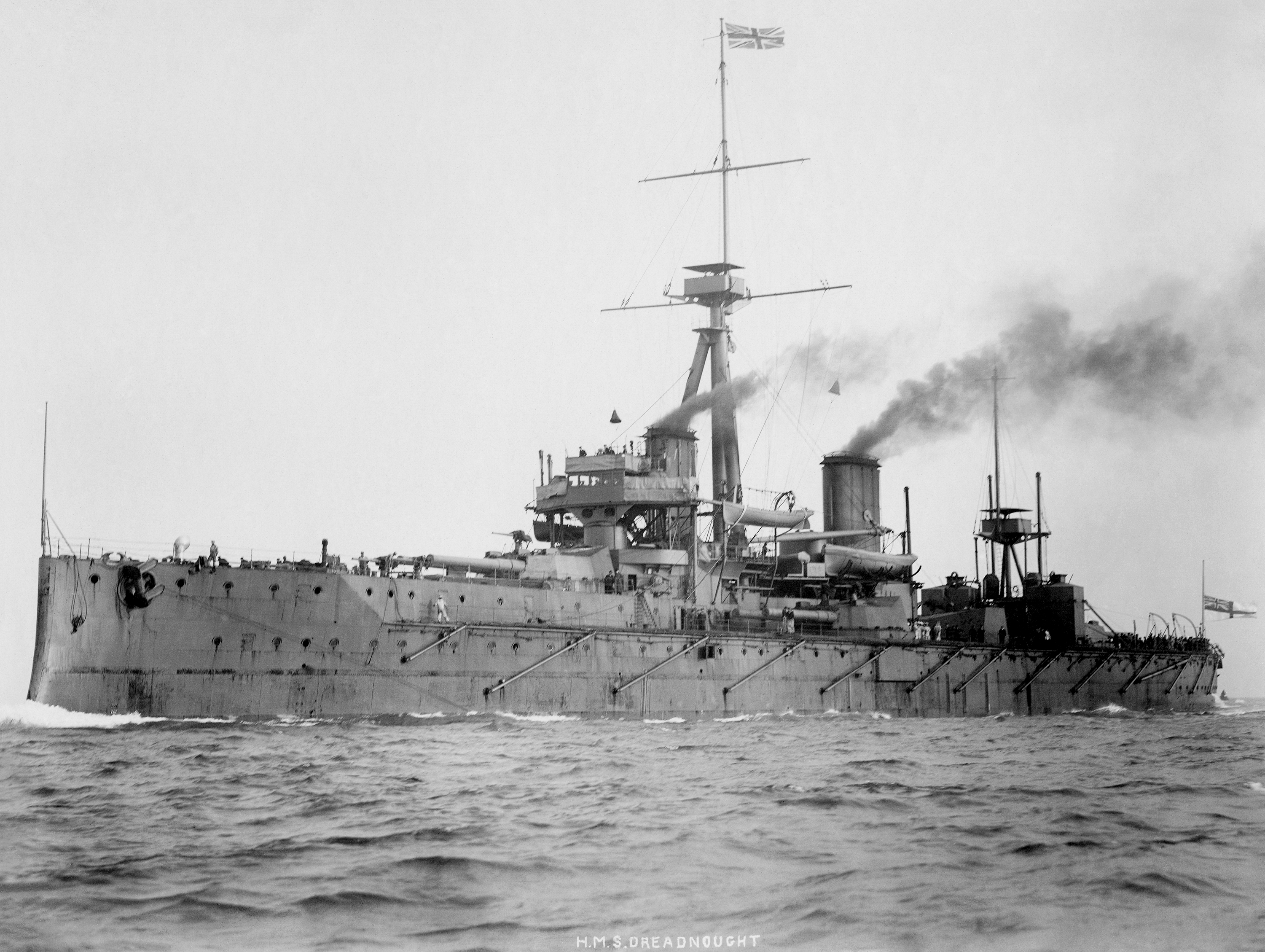
英國皇家海軍的「無畏號」，是世界上第一艘「無畏艦」，開啟了戰艦發展史新革命，亦引發二十世紀第二波的造艦競賽。

無畏艦（英語：Dreadnought）是一種活躍於20世紀初期的戰艦類型。1906年，英國皇家海軍的「無畏號」下水服役，由於其技術與設計之先進遠超過同時代的戰艦，故以其為名自成一種新型戰艦的類別——「無畏艦」，而落伍的舊式戰艦則全部被歸為「前無畏艦」，意指在「無畏艦」出現前設計的戰艦。
「無畏艦」具兩種革命性的創新設計，一為採取「全重砲」武裝配置，其裝備的大口徑火砲數遠超過以往的戰艦，二為使用蒸汽渦輪發動機作為推进系统。隨著「無畏艦」逐漸成為海上力量、乃至於國力的重要指標，各國展開了規模巨大的「無畏艦」建造競賽，遍及歐洲、亞洲和美洲國家，尤其是英國與德國最為激烈、建造數量最多。「無畏艦」造艦競賽一定程度上促成了第一次世界大戰的爆發，並一直持續到開戰當年，在僅僅五年造艦技術迅速發展的時間裡，裝備「無畏艦」海軍脫胎換骨，在火砲口徑、噸位、裝甲和推進力都有了飛躍性的提高，甚至出現了在前述的技術指標上發展到極致的「超無畏艦」，而原先領先全球的「無畏號」反而在開戰後成了落伍的二線戰艦。一次大戰結束後，世界海軍列強為避免再因造艦競賽重起戰端，召開了「華盛頓裁軍會議」，以此限制各國海軍軍艦的噸位和武裝，但許多艘「超無畏艦」依舊服役到第二次世界大戰。
儘管在20世紀初世界各國耗費大量資源、爭相建造「無畏艦」，但歷史上卻只在1916年爆發過一次「無畏艦」艦隊間的大規模交戰——「日德蘭之戰」，為英國與德國的主力艦隊於日德蘭半島附近海域進行的一次海戰，儘管雙方兵力投入之多，卻沒有產生什麼決定性的結果。第一次世界大戰後，由於後來建造的軍艦皆全部具備了「無畏艦」的技術概念，故該名詞也不再作為特定艦種之類別而無再使用，另外「無畏艦」一詞亦可用於具備其特徵、在「無畏艦革命」展開後出現的新式戰艦類型——战列巡洋舰之上。

## 起源

### 遠距離砲戰的需求
「無畏艦」的出現可起源於二十世紀初各國海軍謀求戰艦可執行遠距離砲擊的嘗試。1890年代初，各國海軍對海戰主力的戰艦設計已基本定型，當時戰艦的武裝一般為4門口徑12英寸（305）的主砲以及6到18門、口徑在4.7英寸（119）與7.5英寸（191）之間的副砲（或稱「速射砲」）。海戰模式則是戰鬥開始時，雙方艦隊會先在遠距離進行對射，再於交戰距離拉短時以射程較短的副砲投射充沛的火力摧毀敵艦，換句話說，決定海戰勝負的是小口徑、射程較短但發射效率較高的副砲，而非主砲。在當時兩艦隊進行海上砲戰時，若彼此相隔距離短，艦砲可以直接瞄準目標，以趨近水平的彈道攻擊敵艦，不僅命中率高、其副砲也可以發射效率高的優勢在短時間內對目標傾瀉火力，但如果交戰距離拉長到一定程度，艦砲就需要提高仰角將砲彈以弧線彈道的方式射出，才能擊中遠方的目標，此種射擊法需要進行複雜的落點預測計算，同時還要克服海上船體的搖晃造成的誤差，遠比近距離交戰困難得多。
另一方面，差不多同一時期，陀螺儀裝置技術也已實用化，使另一種海戰武器——魚雷的射程大幅增加，甚至超過了戰艦副砲的射程。因此戰艦若要在魚雷的攻擊範圍外進行砲戰，原左右勝負的副砲會因為戰鬥距離拉長而命中率下降、也喪失了高發射效率的優勢，而若想要以主砲進行精準射擊，必須齊射來觀測彈著點、進行計算與修正，倘若艦砲口徑不一，計算工作將非常繁瑣複雜，射擊速度過慢、效率也很差。為解決此一兩難，出現了「中間砲」此一設計。「中間砲」是口徑與射程介於主砲與副砲的艦砲，用於主砲發射完進行緩慢地裝填動作時可以繼續發揚火力，並以比副砲遠的射程來排除魚雷之威脅，由於「中間砲」被視作重砲的一種，與同為重砲的主砲共同裝備者即被稱作「混合口徑全重砲艦」（All-big-gun mixed-caliber）。
20世紀初，英國與美國的海軍將領們已認知到未來戰艦之間的交戰距離將會變得更長，後者海軍已在1903年研發射程達4,000碼（3,700）的新型魚雷，與黃海海戰中日軍對清軍的炮戰距離相去不遠。1904年，日本與俄羅斯爆發戰爭，該年8月10日，雙方在黃海打了一場距離長達13公里的遠程砲戰，這是至今為止相距最遠的一次戰鬥。俄軍戰艦裝備了有效射程達4公里的「留索式」（Liuzhol）測距儀，日軍艦艇則採用巴爾-史特勞德出產的測距儀，有效射程卻可達6公里，雙方都採用12英寸（305）的主砲，且也都從相當遠的13公里距離開砲。與10年前的交戰距離約2公里的黃海海戰相比，距離拉開了6倍之多。1905年5月27日，日俄兩軍又於對馬海峽打了決定性的大海戰——對馬海峽之戰，這場戰鬥中魚雷艇與驅逐艦一天內擊沉四艘俄艦，包括裝甲巡洋艦和戰艦各一艘，顯現出魚雷對戰艦的威脅。

### 艦砲統一口徑的演進

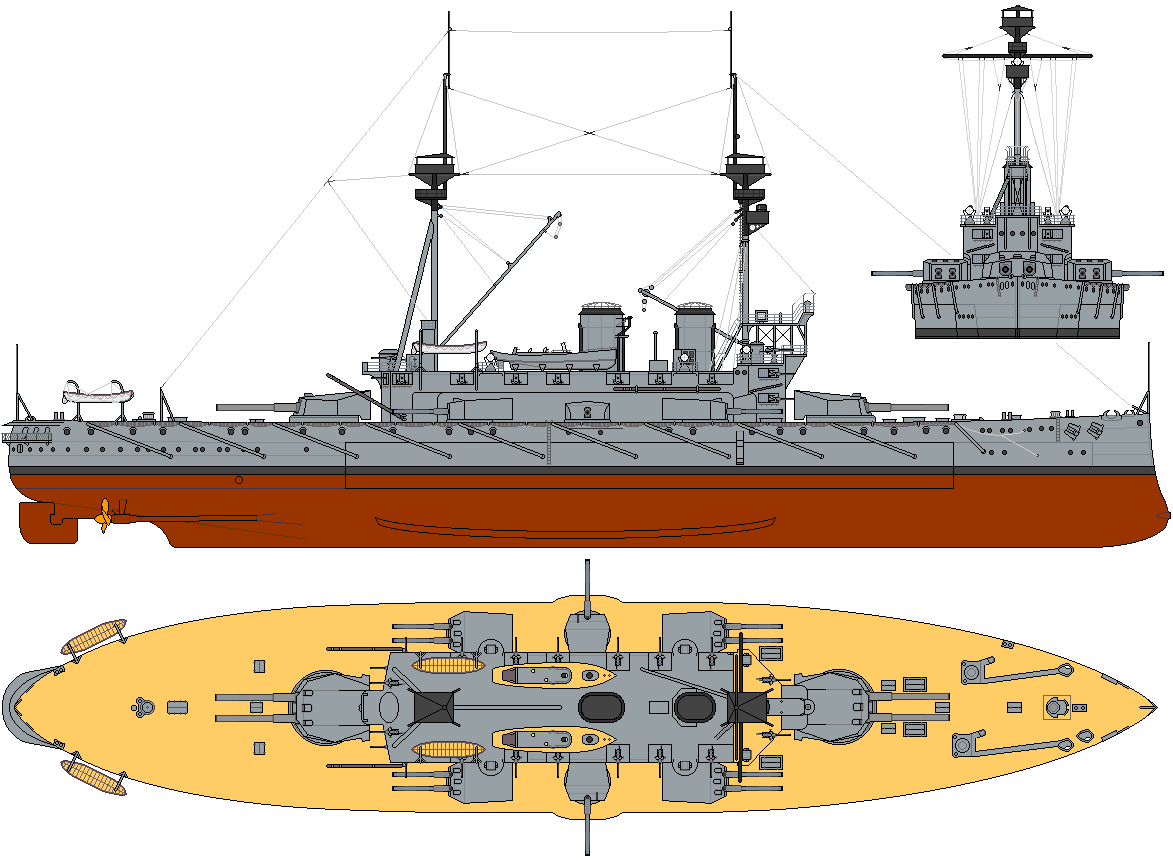
英國皇家海軍經典的「準無畏艦」——「納爾遜勳爵級戰艦」。

「混合口徑全重砲艦」在設計過程中常遭遇到是否應將艦砲口徑統一的疑問，也進行過多種方案的討論，如美國海軍砲術權威阿爾格教授（Prof. P.R Alger）曾於《美國海軍學會論文集》（Proceedings of the U.S. Naval Institute）的1902年6月號期刊上的一篇文章中提倡美國海軍應裝備8門12英寸（305）口徑主砲的雙聯裝砲塔。同年5月，美軍「造艦補修署」提出一份新戰艦設計圖，後者有著12門10英吋主砲、分配給六座雙聯裝砲塔，其中兩門於艦艏艉、四門於側舷。龐德斯通少校（H. C. Poundstone）於1902年12月提出一份報告給當時的總統——西奥多·罗斯福，要求建造更大的戰艦，在報告的附錄裡，龐德斯通提出以較多的11英寸（279）與9英寸（229）主砲比起較少的12與9英吋砲更優越的看法。美國海軍戰爭學院以及「造艦補修署」也在1903至1905年期間各自進行相關的研究，1903年7月，美國海軍在兵棋推演中的結論指出，一艘裝備12門11或12英吋主砲「六角形配置」的戰艦，戰力可以和三艘以上的舊式戰艦匹敵。
與此同時，英國皇家海軍也正進行著類似的研究，1902至1903年期間正流行著裝備兩種口徑的「全重砲」思想，如4門12英吋砲搭配12門9英吋砲，然而海軍本部在1903至1904年期間決定建造三艘以上的「英王愛德華七世級」戰艦（具有三種口徑的主砲：12英吋、9.2英吋和6英吋），到了1904至1905年建造「納爾遜勳爵級」戰艦時，「全重砲」設計理念才再度復甦。由於軍艦的長寬限制，艦身中部只放的下單裝的9.2英吋主砲砲塔，無法裝上雙聯裝砲塔，因此設計成4門12英吋砲、10門9.2英吋砲，而沒有6英吋砲。造艦設計師拿貝勒（J.H. Narbeth）提出將武裝改為12門12英吋砲的改進案，但海軍本部並未接受，部份原因是出自於當時日俄戰爭造成的國際緊張，為了加速軍艦的建造速度，也不得不保留舊式的多口徑主砲設計。大口徑砲取代小口徑砲除了使戰艦火力增強外，也能提供更長的射程，而主砲口徑若能統一還能帶來更多後勤與作業簡便的優勢，如美國海軍在考慮是否要以多口徑全重砲艦來設計「南卡羅萊納級」時，炮術專家威廉·索登·西姆斯與龐德斯通就曾指出此舉有利於彈藥補給作業和將非交戰區域的砲塔成員替換於戰鬥中受傷的砲手。
因為只需計算一組主砲射距，口徑統一大幅提高了火控效率，一些現代的軍事學者認為12英寸（305）砲以及較小口徑砲開火後濺起的多道水柱將會造成判斷混淆、難以正確計算射擊距離，因此強調統一主砲口徑的重要性，然而1905年時的火控系統沒有先進到可以大小口徑的主砲都一起齊射、造成混亂的程度，且對於「全重砲」設計的提倡者來說，這種砲擊造成的水柱誤判問題也似乎不是關注的焦點。然而交戰距離拉長使得使用最大口徑的主砲為其必要，進而成了戰艦的標準武裝，12英寸（305）砲隨即取代了10英寸（254）砲。此外，新式的12英吋砲有著相當高的發彈效率，原有此優勢的小口徑砲便失去了存在的必要性。1895年的12英吋砲每四分鐘可以開一次火，而到了1902年大多都上升到每分鐘兩次。

### 「無畏號」的誕生

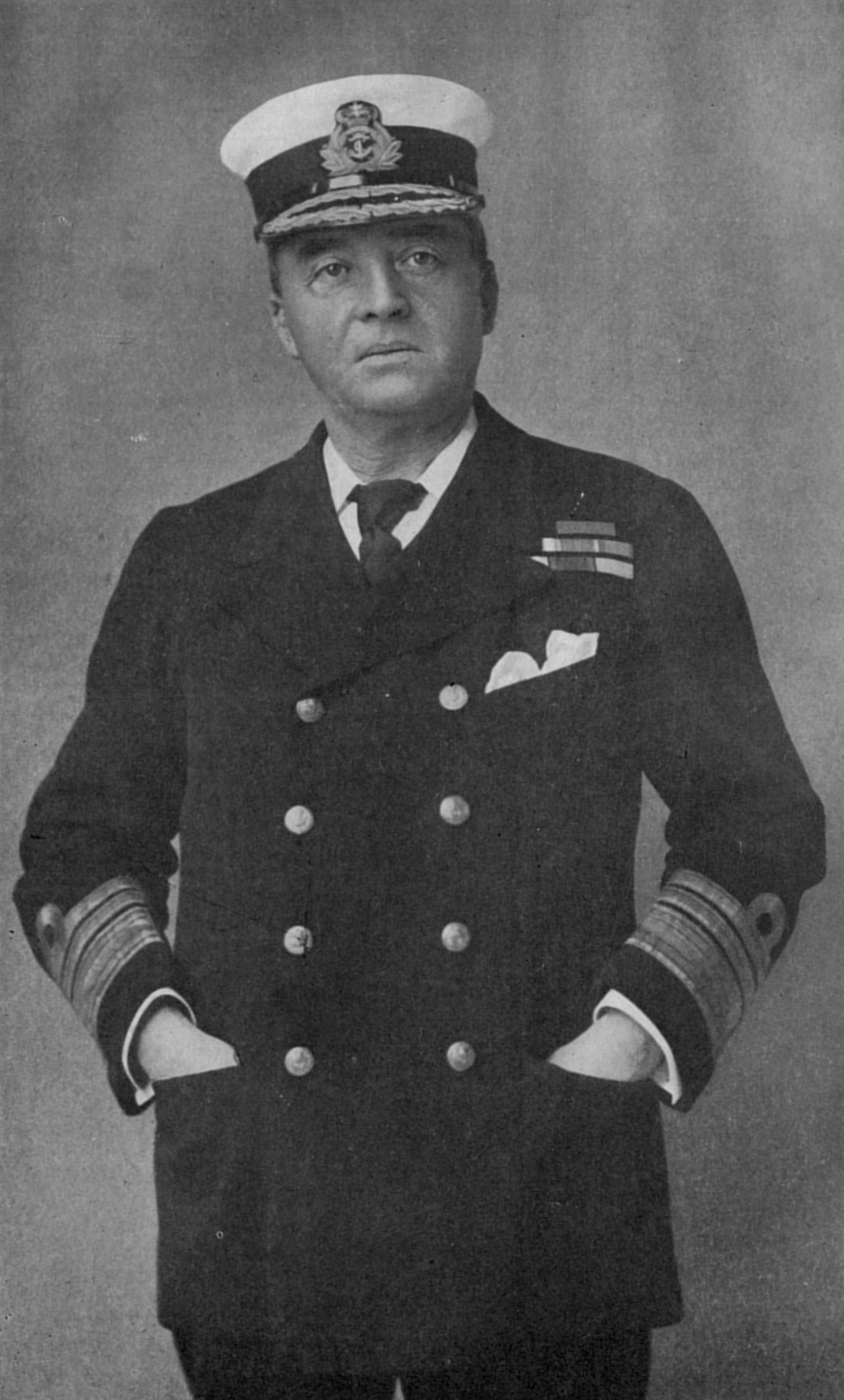
費舍爾勳爵，在任職第一海軍大臣期間為英國海軍建造了劃時代的「無畏號」戰艦以及完成許多重大改革，為未來對抗迅速崛起的德國海軍有重大的貢獻。

1903年，幾個海軍列強國家開始摸索對戰艦投以「全重砲」的設計，當年10月，義大利海軍造艦師維托里歐·庫尼貝蒂在《詹氏戰艦年鑑》發表一篇名為《英國海軍的理想戰艦》（An Ideal Battleship for the British Navy）的論文，提倡建造一種排水量達17,000噸、裝備12門12英吋砲、裝甲厚達12英吋以及擁有24節航速的新式戰艦。庫尼貝蒂首先將此建議成交給本國海軍——義大利皇家海軍，此時正值後者大量生產新一代的高發彈效率12英吋砲、以大口徑重砲汰換掉過去的小口徑速射砲，但最終沒有被接受，反而是日本、美國與英國成為最早的先行者。該年日本即計畫要建造兩艘世界上第一種採「全重砲」設計、武裝為8門12英寸（305）主砲的「薩摩級」戰艦，然而建造途中卻研判裝甲規劃的太薄、要求整個大幅重新設計過，且因日俄戰爭龐大的財政負擔以及原先從英國購入的12英寸口徑主砲短缺，日本不得不改讓這兩艘戰艦同時裝備12與10英寸（254）等多重口徑的主砲，當時的設計還保留了傳統的三脹式蒸汽機，皆與後來的「無畏號」相差甚大。1904年5月，首艦「薩摩號」鋪設龍骨。1905年7月，美國海軍也計畫要建造兩艘「全重砲」戰艦——「南卡羅來納州級」，並於11月23日完成設計圖。然而「南卡羅來納州級」的建造速度太慢，1906年3月21日才正式交付性能要求、合同至7月21日才簽訂，12月才真的開工建造，最後比英軍的「無畏號」更晚完工。
1905年10月，在新任第一海務大臣費舍爾勳爵的主導下，「無畏艦」的發展有了空前的突破，此人是一位崇尚新技術與改革的海軍領導者，在當時對「全重砲」型戰艦萌生興趣，並隨之堅定了其建造的決心，也因此常被歷史學家認定為無畏艦的締造者、皇家海軍的「無畏艦艦隊之父」。費舍爾上任後不久即成立設計未來新式戰艦與裝甲巡洋艦的委員會，而後者的第一項任務即是發展新式戰艦，此艦必須擁有12英吋主砲和反魚雷砲，但不裝設中間砲，速度須達到21節（每小時39公里），比當時的戰艦還要快上兩到三節。最初「無畏號」的設計為12門的12英吋砲，由於在主砲佈局上的困難，造艦總監在第一階段還建議「無畏號」回歸成以往4門12英吋主砲搭配16或18門9.2英寸（234）中口徑砲的配置，然而經過日俄戰爭英方觀戰武官威廉·克里斯多弗·帕根漢上尉提出的對馬海峽戰役評估報告後，委員會將布局改為10門12英吋砲搭配22門12磅砲（76公釐）的副砲，並裝上當時算是非常先進的蒸汽渦輪發動機作為其動力。無畏號是當時空前巨大的戰艦，但發動機的高效能仍提供其高達21節（24英里/時，39公里/時）的航速，且無論是佔用空間還是成本都比舊式的往复式发动机來的少。費舍爾在「無畏號」的建造工作上也展現了極高的效率，1905年10月2日龍骨才舖下，1906年2月10日就下水、10月3日就完工，展現了當時英國強大的造艦工業能力。
「無畏號」的出現帶給世界各國海軍一大衝擊，以往設計的戰艦與其相比完全過時，甚至以「無畏艦」的名字作為此類新艦種的分類，所有1890年代建造、不具備其擁有的「全重砲」設計、裝備兩種以上主砲的舊式戰艦全被歸為「前無畏艦」，被迫退出一線戰列，改為從事沿岸砲轟與海防等次要任務。至於裝備單一口徑主砲、但依然保有多門大口徑「中間砲」、於20世紀初開工建造的最後一代「前無畏艦」則被稱作「準無畏艦」（Semi-Dreadnought），為「前無畏艦」至「無畏艦」的過渡分類，這些戰艦同樣因為火力完全比不上「無畏號」的標準而過時，包括英國的「英王愛德華七世級」與「納爾遜勳爵級」、日本的「薩摩級」與「河內級」、美國「康乃狄克級」、法國「丹東級」、義大利「伊蓮娜王后級」皆屬此類。

## 設計

### 武裝

#### 主砲

英軍「超無畏艦」使用的15英吋42倍徑主砲的裝填發射示意動畫圖

「無畏艦」的主要特徵為口徑統一的主砲，「無畏號」裝備的是10門12英寸（305）砲。12英吋砲是大部分海軍在前無畏艦時代所使用的標準艦砲，也因此進入「無畏艦時代」時成了第一世代的標準口徑。一艘戰艦的攻擊力除了增加艦砲數量外，亦可透過提高艦砲本身的口徑與倍徑達成，口徑越大者可發射出越大、含有更多火藥的砲彈，而倍徑越長者則可以提高槍口初速，提高貫穿力與射程，但也因為初速過高而導致容易砲管過度磨損，最終將失去精度不得不替換，甚至出現如1910年美國海軍曾因砲管磨損嚴重而打算停掉射擊練習的情況。設計上，巨砲必須採用更重的砲管與砲塔，且更重的砲彈在相同距離上也必須採更高角度發射，勢必會影響著砲塔的設計，然而重型砲彈亦有較不受空氣阻力影響、在長距離射擊上擁有更佳貫穿力的優勢。
「無畏艦」問世以來，各國海軍即開始在爭相建造更大口徑的主砲，而主砲數相對減少，最具標誌性的是1910年英軍開工建造的「俄里翁級」戰艦，該級裝備10門13.5英寸（343）砲，由於一舉超越當時各級「無畏艦」的主砲口徑，故自該級起主砲口徑超過343公釐者就有了非正式稱呼的「超無畏艦」（Super Dreadnought）。1913年，裝備356公釐主砲的美軍「紐約號」戰艦完工、1915年，英軍「伊莉莎白女王級」也完成建造，裝備了第一次世界大戰中最大口徑的15英寸（381）主砲，為戰爭中火力最強的英軍戰鬥艦。戰後的1920年，日本的「長門號」戰艦完工，更將主砲提昇到16英寸（410），砲彈一枚重達1020公斤，幾乎是大多數「無畏艦」採用的305公釐砲彈重量的三倍、356公釐砲彈的兩倍，「長門號」8門410公釐砲的齊射火力相當於「無畏號」與「無敵號」共18門305公釐砲之總和。英國還一度打算建造裝備18英寸（457）砲的「N3級」戰艦，但因為隨後的《華盛頓裁軍條約》而流產。
「無畏號」1906年完工至1922年的華盛頓會議期間的15年是戰艦發展的黃金時期，戰艦主砲口徑自305公釐發展到410公釐，排水量也從18,000噸大幅提昇至40,000噸，相較下1873年有著近代戰艦雛型的「破壞者號」完工至1906年「無畏號」問世的30年間，戰艦主砲也基本維持在305公釐、排水量也才從10,000噸提升到15,000噸。同時，根據設計理念的差異，各國在艦砲口徑上亦有不同選擇，以德國海軍為例，由於認為北海長年的大霧將使光學儀器和肉眼的觀測距離受到嚴重限制，故認定未來戰爭中交戰距離會非常短，因此不但不追求艦砲射擊的精準度，也不再追求較高最大仰角的主砲，反而選用比英軍標準「超無畏艦」的13.5英寸（343）主砲口徑小一截、初速也較快的12英寸（305）主砲，儘管小口徑砲彈在飛行時速度衰減較大口徑者快，但短距離交戰彌補了這個問題，且艦砲也比較輕，能將省下的排水量用於增加更多的裝甲板，所有德軍的「無畏艦」主砲也都是採用這類的速射砲，然而戰爭爆發後，德方艦隊因為皇帝威廉二世對其艦隊的珍愛，海軍為避免損失只得在將交戰距離設定的很長，形成使用的戰術與本身船艦的設計及訓練教範相反的窘境。
戰後，《華盛頓裁軍條約》將戰艦的主砲限制在16英寸（410）以下，儘管日後有提出將其下修至11、12或是14英吋的意見，但並未再更動其標準。世界上僅1937年（條約到期後）開始建造日本海軍的「大和級」戰艦460（18.1英寸）主砲超過此一口徑。到了二次大戰中期，英國也使用從伊莉莎白女王級戰艦拆下的15英吋主砲為該國所建造的最後一艘戰艦——「前衛號」所使用。戰爭期間，甚至出現過幾種口徑更巨大的主砲設計方案，如德國海軍的「H级战列舰」（計畫裝設508（20英寸）或609（24英寸）口徑的主砲），而日本也曾計畫建造主砲口徑超過「大和級」的「超大和級」戰艦（510公釐口徑主砲），但皆僅停留於圖紙設計而未有成果。

#### 副砲、機槍與魚雷
除了主砲外，「無畏艦」亦有配備如副砲一類的次級武裝對付魚雷快艇一類的威脅，也用來攻擊敵軍「無畏艦」敏感的火控系統，部份人士也認為副砲能在自軍戰艦受到嚴重損害時擊退敵軍迫近的巡洋艦。隨著魚雷射程逐漸變長、驅逐艦性能的提昇，副砲的口徑也跟著向上提昇。「無畏號」本身即裝載22門的12磅砲，可在一分鐘內開砲15次，而「南卡羅萊納級」和美國的第一代「無畏艦」也都有類似的5英寸（130）副砲。以當時的海戰模式來說，魚雷艇都是脫離戰艦艦隊各自為戰的，故副砲無須設置防禦用的裝甲，也不用作對主砲射擊風暴的防護措施，通常來說這些副砲都重量盡可能造得輕、佈設位置也選擇高點，以求最大的射擊範圍。
然而不出幾年，「無畏艦」的副砲目標不再只有魚雷艇，還多了體型更大、武裝更強、更為耐久的驅逐艦，此類艦種原先是為了驅逐魚雷艇所造，但現在自己也裝備魚雷為武器，並同主力艦隊協同作戰，致使「無畏艦」的副砲裝備必須調整，防止大艦隊交戰時飛濺的砲彈破片與暴風，大多將副砲裝設裝甲化的炮座或專屬的側舷砲塔。首先將副砲大型化的是德國海軍，其第一代「無畏艦」——「拿騷級」就配置了12門150（5.9英寸）和16門88（3.46英寸）砲，後來的德軍各級「無畏艦」也都保留著副砲。英軍而後也隨之跟進，將標準副砲從「無畏號」級別的12磅砲改為4英寸（100）砲，後又再一次大戰爆發時提昇至6英寸（150）口徑。美軍則是在第一型無畏艦——「南卡羅萊納級」上廢除了副砲，第二型「德拉瓦級」則恢復裝備5英寸（130）的14門副砲，戰後不久還曾計畫建造6英寸（150）裝備的「南達科他級」戰艦。
然而就全般角度來看，在「無畏艦」上裝設副砲不盡理想，單憑小口徑的副砲沒法擊退驅逐艦，根據日德蘭戰役的經驗顯示，大口徑者又難以擊中。舷側砲塔的設計實戰中也暴露出容易進水的問題，因此後來有些「無畏艦」廢除了副砲。唯一能保護自軍「無畏艦」免於受驅逐艦和魚雷快艇的威脅的方法，只有倚賴自軍的驅逐艦分艦隊之護衛。一次大戰後，多數副砲都被移到上層甲板的砲塔、環繞於上層結構中，解決側舷砲塔的缺點，也同樣有著良好的防護與射界。1920至1930年代，大部分的副砲也與高射砲和高平兩用砲併為防空砲設施之一部。
許多「無畏艦」也設有鱼雷管以進行魚雷戰，原有的構想是可在敵我雙方戰艦陣列平行行駛時齊射，但在實戰中卻發現從戰艦發射魚雷極難擊中目標，甚至還存有儲放魚雷處被敵軍砲火命中時爆炸的危險。進入二次大戰中後期後，空中武力的使用已經成熟，戰艦也不得不加上大量的防空機槍與機砲進行防空作戰。

#### 佈局與配置

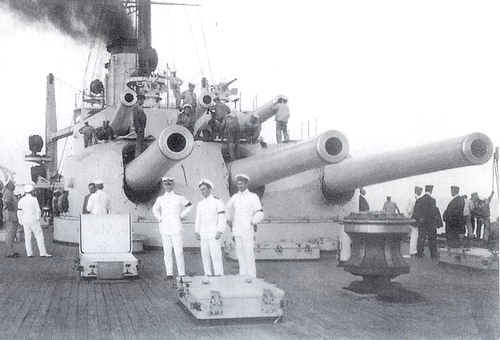
奧匈帝國海軍「泰格霍夫級」二號艦——「泰格霍夫號」戰艦的三聯裝砲塔照，可以清楚見得其「背負式砲塔」的配置。雖然義大利海軍的「但丁·阿利吉耶里號」較早開工建造與下水，但「泰格霍夫級」一號艦「聯合之力號戰艦」卻比其更早完工，成了世界上第一艘正式服役的三聯裝砲塔戰艦。

艦砲的效率與威力某種程度上仰賴於砲塔的配置，自「無畏艦」問世後大致可分作三階段的布局方式發展，首先是第一階段的摸索期，英軍以「無畏號」為基準，後繼艦都跟進其配置方式裝載五座砲塔：中線上有艦艏艦艉各一座、艦身中部一座、側舷兩翼各一座，可在戰鬥時維持前方有三座、側舷有四座的齊射火力。德國初期的「無畏艦」——「拿騷級」與「赫爾戈蘭級」則採取了所謂「六角形配置」，即艦艏艦艉各一、兩舷各二塔的布局，這種配置可搭載更多數量的主砲，但在艦首與舷側射擊時火力卻只與「無畏號」平手而並不理想。
第二階段是「無畏艦」採用新式的「背負式」砲塔設計，但依舊在全艦上廣佈砲塔的佈局，所謂的「背負式」砲塔的是指一座砲塔後方提高一層甲板的高度、再配置另一座砲塔，這種設計會造成船艦的重心偏高，但因為可以在同一方向發揚固定火力而受到好評。首先採用此設計的是有過建造兩型雙層砲塔「前無畏艦」經驗的美國，1906年開始建造的「南卡羅來納級」戰艦即是第一種採用「背負式」砲塔的「無畏艦」。1909年，英軍的「尼普顿级」也採用「背負式」砲塔，但布局卻是用「翼式」布局，讓側舷砲塔作非對稱配置，可對側舷齊射時一次發揮五座砲塔的全部火力，德國海軍後來模仿此設計，推出了「皇帝級」，同樣也是「背負式」砲塔搭配「翼式」佈局。這時的戰艦設計依舊傾向於多座砲塔並廣佈於全艦，不僅佔去大量甲板空間，齊射時更引發壟罩全艦的暴風、視野出現障礙，其後座力也對艦體結構造成相當的傷害。幾經發展後，造船設計者有了將砲塔全集中到船艦中央的構想，此一設計對船艦結構的壓力相對地低，且雖然首尾火力下降，但可以將全部的砲塔用於側舷進行齊射。如此一來，艦體除了要造得比較長外，還要更多面積更大的裝甲板來為提供各處同等的防護力，其排水量也跟著攀升，每個砲塔的彈藥儲放和運作機關也會影響到整艘船的鍋爐和發動機布局。1914年完工的「阿金科特號」戰艦即擁有多達七座配置於中線的砲塔，是世界上擁有最多砲塔的戰艦，但因為上述提及的諸多缺陷而被認為是失敗之作。
第三階段是「背負式」砲塔搭配僅中線艏艉設置的佈局，「南卡羅來納級」戰艦即是此類的典型，該型艦僅裝備四座雙聯裝砲塔，皆可向兩舷射擊，舷側火力為八門，與「無畏號」相同，而後此配置成了各國海軍「無畏艦」的標準。差不多在「南卡羅來納級」服役後沒多久，「無畏艦」設計另一項突破——多聯裝砲塔成功實用化。以往「無畏艦」每個砲塔都是雙聯裝砲塔，即一座主砲塔上有兩門主砲，而1909年開工建造的「但丁·阿利吉耶里號」即是世界上第一種採三聯裝砲塔的「無畏艦」，雖然以多聯裝取代多砲塔來增強火力的方式存在著一座砲塔毀損就戰力急降的缺點，但卻可以縮短艦身、騰出更多空間配置輪機設備、也減少開砲時的煙霧範圍，最終也成了各國海軍的主流設計，到了二次大戰前夕甚至出現了如「英王喬治五世級」和「黎賽留級」採用四聯裝砲塔的設計。

### 裝甲

以德意志帝國海軍「巴伐利亞級戰艦」戰艦說明典型無畏艦的防護設計，砲塔、彈藥室、引擎室的裝甲厚度最高，而船首尾與水下部份幾乎沒有防禦。

裝甲佔「無畏艦」相當高比例的排水量，設計者需在其不降低航速、火力和耐波性的條件下為其提供最佳的防護能力。一般來說，「無畏艦」的裝甲大部份都組成一個「裝甲堡壘」式的防護構造（由四面裝甲板環繞加上頂部一個「屋頂」），將全艦最重要的部份包裹在內部，通常為鍋爐、發動機和主砲彈藥室，此處只要被擊中一發整艘船便會癱瘓或直接毀滅。「堡壘」的側面為艦體的裝甲帶，從前置砲塔正面延伸到後置砲塔，其前後末端也各有裝甲突出部防禦，頂部為水平裝甲覆蓋的甲板，底部為艦體最下部，此處沒有裝甲保護。最初一批的「無畏艦」設計的交戰距離約10,000碼（9,100），在這種距離下通常砲彈以幾近水平的彈道飛行，擊中並傷及艦船的水線重要部位。基於此理由，早期的「無畏艦」設計上都在吃水線一帶加上一副約11英寸（280）厚的突出部，其後方再配置儲煤艙，進一步強化更內部的動力室安全，也在戰鬥中保護艦上的核心部位。當時海戰所採用的主要砲彈為穿甲彈與高爆彈兩種，主要集火於側舷而非甲板，故「無畏艦」配置甲板裝甲的目的並非用於抵擋直接命中造成的傷害，而是避免命中側舷的砲彈破壞了甲板，高爆彈不比穿甲彈，以很薄的裝甲就能抵擋，但卻能對船艦的上層結構造成嚴重的破壞，而在排水量和性能的諸多限制下，只得將大量的裝甲用於保護側弦而於甲板選用較薄的裝甲。
所有「無畏艦」都是「堡壘」的中央部份為全艦裝甲最厚處，也有海軍將裝甲帶和裝甲甲板延長，以較薄的裝甲覆蓋至艦船兩端，換言之，即是全艦裝甲化，這種配置被稱作「錐形裝甲」，主要為英德法三國所採用。在早期「無畏艦」登場時，高爆彈被認為是海戰中的主要威脅，故認為這種全艦裝甲化的作法實用。然而，裝甲帶因為橫幅過大，其縱幅變得很小，只能保護吃水線上很短的一部分，甚至有些海軍的「無畏艦」在幾乎滿載的情況下裝甲帶會完全沒入水中。因此，美國海軍提出「重點裝甲佈防」概念，裝甲帶變得縱幅寬又厚實，但幾乎不給船前後端以及甲板加上水平裝甲，換言之，就是保護船艦最重要的幾處部位，而其他地方幾乎不給予防護。「重點裝甲佈防」給予無畏艦在常規的艦隊遠距離砲擊戰中高效的防護作用，在一次大戰後自美國海軍擴散到世界各國，成為普遍採用的設計，然而後來發現，當敵艦在超長距離進行曲射時，砲彈將以拋物線的彈道命中幾乎沒有裝甲保護的甲板，並出現了由飛機投擲穿甲彈的情況，水平裝甲的改善成了「無畏艦」的重要議題，後來也在該處配置更厚的裝甲，如「大和號」戰艦的主裝甲帶的厚度是16英寸（410），而甲板的厚度是9英寸（230）。
水下防禦方面，早期的「無畏艦」也多採用法國造船家路易斯-埃米利·白勞易設計的水線下多重隔水艙配置。理論上，即使船殼因砲彈、水雷、魚雷、或撞船而破損，若只有一個隔水艙進水也可存活。為了使這一預防措施更加有效，許多「無畏艦」水線下的艙間彼此之間是沒有連結口的，「無畏艦」也不曾有過因為水線下的一隔水艙破損而沉船的事例。「無畏艦」水下防護技術最大的進步是防止水雷和魚雷攻擊的「防雷鼓包」和「防雷帶」設計，兩者皆讓水雷和魚雷在離船體最內側隔水艙最遠處爆炸，隔艙內部則為空心或裝滿煤、水或油。

### 動力

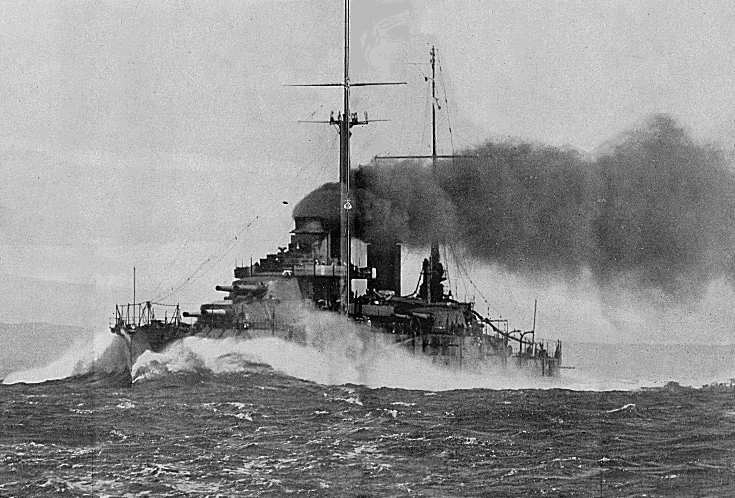
試航中的「巴黎號」戰艦

「無畏艦」以2至4座螺旋槳推進，「無畏號」乃至英國所有的「無畏艦」皆由蒸汽渦輪發動機驅動螺旋槳航行，但除此之外的所有國家在建造自己的第一代「無畏艦」時，其動力都是用「前無畏艦」世代之標準，甚至是更舊的往復式蒸汽機。
在相同重量下，渦輪發動機的功率比往復式發動機來的高，基於這點和發明者查爾斯·帕森斯的保證，令皇家海軍決定以此作為「無畏號」的動力源，同時它還具有作業環境相對乾淨、可靠性較高的優點。相對地，渦輪機也有著在巡航速度條件下運行時燃料轉換效率較差的缺點，這對必須經常以巡洋速度進行長距離移動的海軍來說是個重要的問題，如美國海軍為與日本海軍交戰，必須橫渡太平洋到遙遠的菲律賓海域，最終此問題以齒輪傳動獲得解決，透過減速齒輪降低螺旋槳的迴轉數，從而提高了效率。不過一方法需要很高精度的齒輪技術，並不容易實現。另一個代替方案是使用渦輪電氣系統，將蒸汽渦輪用於發電，再驅動螺旋槳，這種作法的優點是成本較低，特別受到美國海軍的偏愛，其1915至1922年後期建造的所有「無畏艦」都使用此系統，其他優點還包括水線下隔離空間劃分細密和後進性能佳，但缺點是機械笨重和脆弱，不太能經得起作戰時的毀損，特別是電氣系統浸水。蒸汽渦輪最終成了「無畏艦」的標準動力系統，曾有列強國家考慮改採用較耐用、橫向佔用空間較小的柴油引擎，但後者重量比渦輪機還要更重，且將佔掉更多的垂直空間、出力也少、可靠性也比較差，故最終未被採納。
燃料方面，第一代的「無畏艦」使用煤供給渦輪。煤作為燃料雖然已有很長的歷史，且不會爆炸、亦可作為艦體防禦的填塞物，但其缺點甚多，單單把煤送入船內煤庫，再將其投入鍋爐就需耗費相當多的人力，鍋爐燃燒時也會充滿煤灰，導致排出的黑煙暴露出自身艦隊的位置，其體積大、熱效率又低。相對地，若以重油為燃料，可以減少黑煙、提高隱蔽性，還可省去運輸人力，其熱量亦是同重量煤的2倍，鍋爐本身也可以做的更小，移動距離亦更長。因此早在1901年，費舍爾就極力推動以重油為燃料，不過由於重油和煤重量不同，因此存在分配重量的技術問題，另外如何將有黏性的重油用幫浦吸上來也是個需要解決的問題。不過對各國海軍（美國除外）來說，使用重油作為戰艦燃料的最大問題是他們只能通過進口才能獲得石油。因此，許多海軍都使用塗有石油的煤的「混燒鍋爐」。英國也曾在包括「無畏艦」在內的軍艦使用此種方法，但只獲得重油約60%的熱量。最早使用重油鍋爐的即是產油國美國，其在1911年為「內華達級」戰艦購買了專用的重油鍋爐。英國也緊追在後，於1912年決定為「伊莉莎白女王級」戰艦裝設重油鍋爐，由於工期較短，「伊莉莎白女王級」還比「內華達級」更早服役，之後英國曾一度在「復仇級」戰艦上恢復「混燒鍋爐」的系統，但被1914年復出的費舍爾反對而作罷，其他主要海軍國則在一戰結束前都一直使用「混燒鍋爐」系統。

## 歷史

### 造艦競賽
早在19世紀末，各國海軍列強即有復興海軍、展開小規模的軍備競賽，然而在「無畏艦」出現後，開始了人類歷史上第二波的造艦競賽。原先，英國皇家海軍在「前無畏艦」的數量上有著全球第一的壓倒性優勢，不過由於「無畏艦」與舊型戰艦存在技術面上的「級差」，反而給其他國家從頭追上的機會，這同時也意味英國喪失了原有數量上的戰略優勢，也頗受非議。事實上，早在「無畏艦」問世前，其他國家就各自有發展趨近或類似「無畏艦」的構想，如日本與美國皆自行設計了各自的「全重砲艦」——「薩摩級」與「南卡羅來納級」戰艦，德國皇帝威廉二世也早在1890年代就提倡發展只裝備重砲的軍艦。只是因為英國較早將「無畏艦」實用化，才繼續保持著穩固的海上優勢。
造艦競賽很快地白熱化了起來，各海軍列強國政府投注了大量經費於此，最初一批的「無畏艦」建造成本略低於後期的「前無畏艦」，但隨後逐漸攀升。儘管所費不貲，現代化的戰艦是海軍力量的重要指標，為彰顯國力和威望的象徵，其地位類似於現代的核武器，德國、法國、俄羅斯、義大利、日本和美國皆加入了無畏艦造艦競賽，少數幾個本國欠缺建造能力的次等海軍國家，包括巴西、阿根廷、鄂圖曼土耳其和智利等等則委託美國或英國的造船廠建造「無畏艦」。

#### 英國與德國

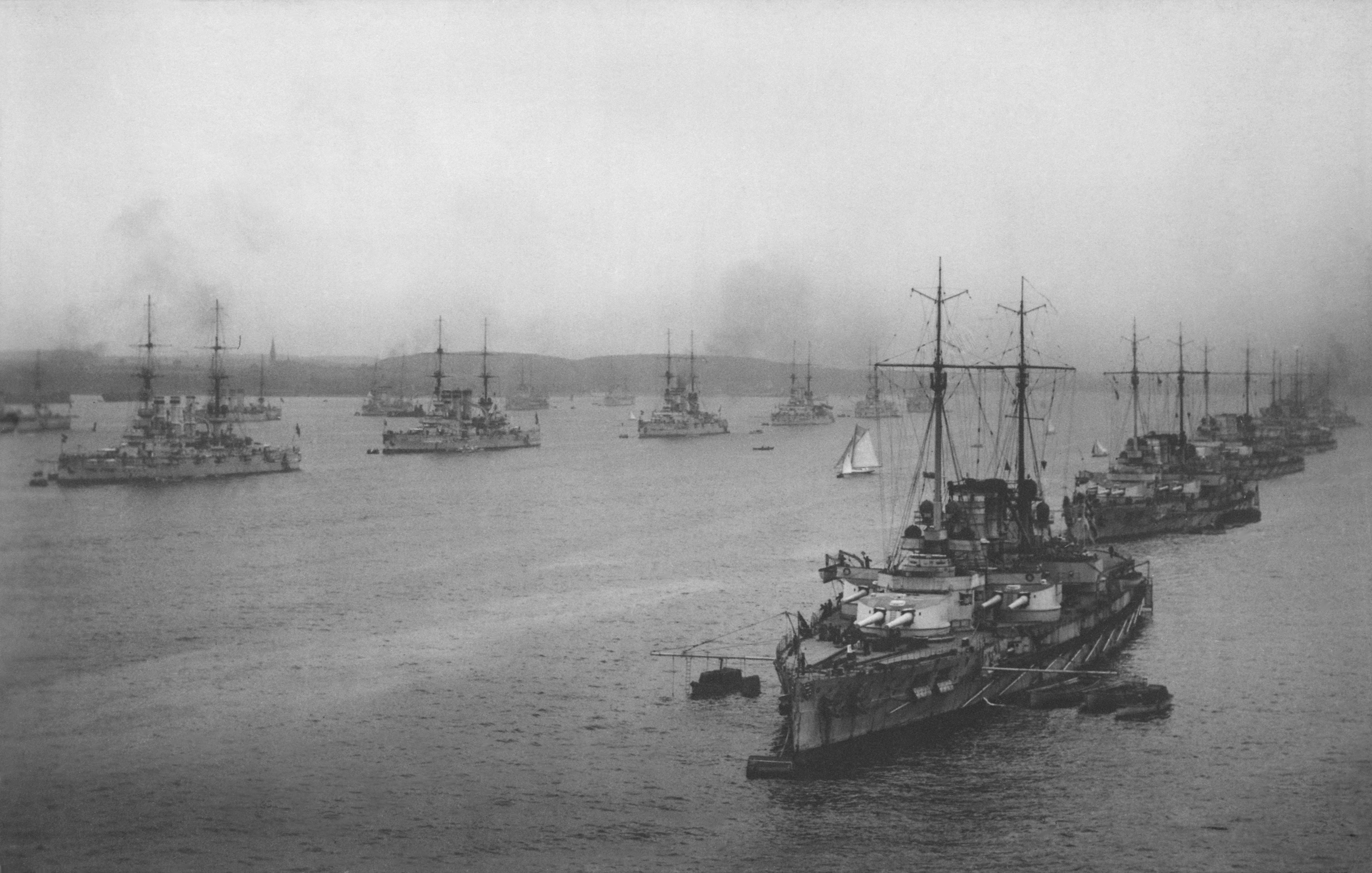
德國海軍主力艦隊——「公海艦隊」的第一與第二分艦隊。

十九世紀末起，德國海軍在德皇威廉二世以及海軍大臣阿爾弗雷德·馮·鐵必制的主導下迅速崛起，開始建設規模龐大的戰艦艦隊，挑戰英國的海上霸權，而在1904年4月，英國與傳統假想敵法國締結了《英法協約》，令英國海軍的主要敵人轉為德國海軍，後者雖然起步較晚，但其軍艦多為現代化設計，其規模也正迅速擴張，最終在第一次世界大戰前，英國與德國各自建成了世界第一與第二強大的「無畏艦」艦隊。
「無畏號」問世後，德國海軍也在1907年開始建造自己的第一代「無畏艦」——「拿騷級」，隨之接著的是1909年的「赫爾戈蘭級」。同時，儘管德國不像費舍爾對戰鬥巡洋艦的概念那麼推崇，但因為可以裝甲巡洋艦、而非主力艦的名義得到國會的批准（德國海軍稱戰鬥巡洋艦為「大型巡洋艦」（Grosser Kreuzer）），也跟著建造了自己的戰鬥巡洋艦，1909年時，含正在建造的，德國海軍已有10艘現代化的主力艦，雖然英國船艦相對於德艦來說有著速度與火力的優勢，但雙方主力艦比率已經到了12比10的極低點，與當時英國追求的「對德雙倍標準」（Two Keels to One standard，即其實力需為德國海軍的兩倍以上）相差甚大。
1909年，英國國會批准了四艘主力艦的建造案，同時也準備與德國談判限制雙方的戰艦數量，若此舉無法解決問題，就算建造成本將1909至1910年的國家預算提高到接近憲政危機的程度，英國也將會在1910年另外再建造四艘戰艦。1910年，英國已在建造八艘主力艦，其中四艘為被劃為「超無畏艦」的「俄里翁級」戰艦，澳大利亞與紐西蘭也跟著資助購買戰鬥巡洋艦，增強了英軍的實力。而同一時間的德國也才正建造三艘戰艦，因此雙方戰力比被拉大為英對德22比13。英方試圖以造艦計畫展現其實力，迫使德方重新談判，結束軍備競賽，此時的海軍部的新目標為達到對德60%的優勢，比鐵必制亟欲追求的50%目標更有優勢，但談判仍因為英聯邦的戰鬥巡洋艦是否應包括在議題內以及德方要求英方承認其對阿爾薩斯-洛林的所有權這類非海軍事務而失敗。
「無畏艦」的造艦競爭於1910和1911年白熱化，德國每年開工建造四艘主力艦，英國就以五艘回應。1912年，德國通過了最新一期的《艦隊法》後，英德的緊張關係達到最高點，德國方面宣稱將打造一支擁有33艘戰艦與戰鬥巡洋艦的大艦隊，這已超過了英國海軍在本土水域的兵力。對英國更為不利的是，地中海的德國「三國同盟」盟友——奧匈帝國以及義大利王國——也正打造「無畏艦」，前者正建造四艘，後者則已擁有四艘、另有兩艘以上正建造中。針對以上的情勢，英國有三種選擇：一，建造更多的戰艦、二，從地中海撤走海軍兵力、三，尋求與法國結盟。由於當時社會福利方面的條款預算需求，英國已經無法再承受成本高昂的海軍建造案，而倘若從地中海撤出，將嚴重削弱英國的外交影響力將大為減少，從而撼動大英帝国的根基。因此唯一選項只剩下新任第一海軍大臣温斯顿·丘吉尔所推薦的：打破過去的傳統政策，與法國談判並結盟。法國將承擔在地中海對抗義大利和奧匈帝國的責任，英國則將保衛法國北海岸的安全，儘管受到一些英國政治家的反對，英國海軍於1912年依照此分配調整其組織。
儘管1912年的《艦隊法》造成如此劇烈的戰略影響，但依舊沒有改變英德兩方的戰艦實力差距，英國動用了1912年與1913年的預算、建造了十艘新型的「超無畏艦」——「伊莉莎白女王級」和「復仇級」戰艦，也都進一步強化了火力、速度和防護力，相較下，德國也才多建造了五艘，其他資源都集中到陸軍去了。

#### 美國與日本

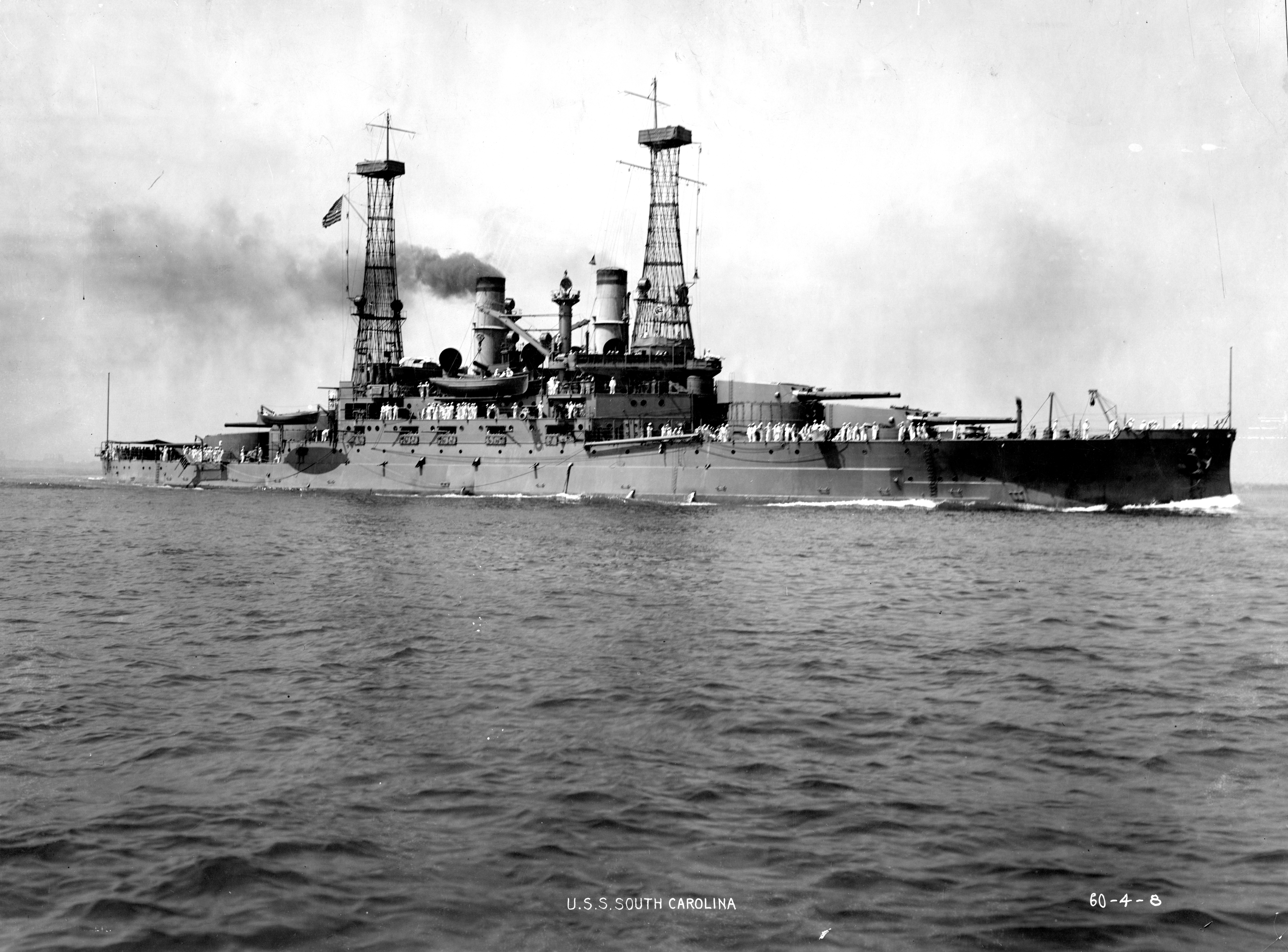
「南卡羅來納號」戰艦，是世界上第一種採用「背負式砲塔」的戰艦。

美軍的「南卡羅來納級」戰艦是最早與英國爭相建造「第一艘全重砲艦」的軍艦，甚至計畫實行的時間還早於「無畏號」，儘管美国国会授權海軍建造兩艘，但限制排水量在16,000噸以下，使得「南卡羅來納級」不得不造的比無畏號還小的多，美軍也因此在該重量的限制下選用八門12英寸（305公釐）砲作為主砲，並以中線布局、在艦艏艉設置各兩座的「背負式砲塔」，這種配置令其側弦火力與「無畏號」相等，但總砲數變少，為效率最高的配置，而後成了各國「無畏艦」的標準設計。另一方面，「南卡羅來納級」採用了傳統的三脹式蒸氣發動機，令其航速只達18.5節，遠不及「無畏號」的22.5節，不得不和老舊的「前無畏艦」一同行動。接續美軍「南卡羅來納級」戰艦的是「德拉瓦級」，由於其航速較快、跟的上英軍的「無畏艦」，而被認為是美國的第一代真正意義上的「無畏艦」，同時與「無畏號」和「南卡羅來納級」不同，「德拉瓦級」恢復了127公釐的副砲武裝，並廢除了後者有的76公釐小口徑砲，以127公釐副砲作為對魚雷艇和驅逐艦用的高平兩用砲。動力方面，美軍一直使用往复式发动机，一直到「佛羅里達級」才採用蒸氣渦輪機。
日本在日俄战争取勝後，開始將美國視為假想敵。海軍理論家佐藤鐵太郎提出建設相當於美軍70%實力的戰鬥艦艦隊，認為此規模的艦隊才有在與美軍太平洋艦隊以及後續抵達的大西洋艦隊的決定性海戰中取勝的機會。日本首先將從俄國那裡奪取的「前無畏艦」戰利品以及完成「薩摩號」與「安艺號」的建造工作。「薩摩號」的設計早於「無畏號」，但日俄戰爭導致造艦預算短缺的緣故，「薩摩號」很晚才完工，且該艦採用的是多口徑主砲，在「無畏號」出現後三年才服役的「薩摩號」可說是在造船架上就已過時，也成了「準無畏艦」的典型。繼「薩摩號」的教訓後，日本著手設計自己的「無畏艦」，推出了「河內級」的「河內號」與「攝津號」 ，兩艘皆於1909年開工、1912年竣工，裝備12門口徑統一的12英寸（305公釐）主砲，但其中的兩座主砲是50倍徑、左右兩舷的是45倍徑，在砲術運用上不太方便。

#### 其他國家

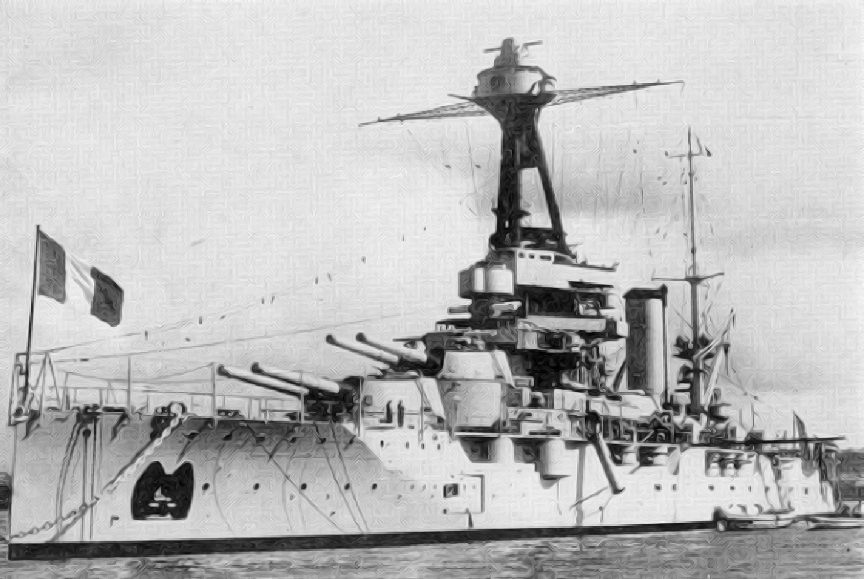
法國海軍的「布列塔尼級」戰艦——「普羅旺斯號」。

相較於其他海軍強權國，法國建造「無畏艦」的起步十分地晚，依舊將原計畫的「當東級」前無畏艦完成，一直拖到1910年9月才開始建造自己的第一艘「無畏艦」——「孤拔級」、成為第11個加入「無畏艦」造艦競賽的國家。法國政治家保羅·比納賽曾根據1911年的海軍預算資料，表示法國海軍已自1896年的世界第二位規模跌至當年的第四位，並評斷原因為疏忽管理以及長期的忽視所致。為了挽回其頹勢，法國政府於1912年通過《海軍法》，預計在1922年時完成22艘「無畏艦」，但最終因為一次大戰的爆發而終止。
義大利海軍則是早在庫尼貝蒂的文章中取得「全重砲艦」的構想，但一直到1909年才開始建造了第一艘「無畏艦」——「但丁·阿利吉耶里號」，此為當時聽信奧匈帝國正建造「無畏艦」謠言時的結果，後來又陸續建造了共五艘的「加富爾伯爵級」和「安德烈亞·多里亞級」來維持對奧軍的優勢。這些「無畏艦」一直到二次大戰都還是義大利海軍的核心戰力。義軍原本還計畫建造數艘「法蘭西斯·卡拉喬洛級」，但終因一次大戰爆發而取消
1909年1月，奧匈帝國海軍要求組建一支擁有四艘「無畏艦」的艦隊，但1909至1910年間的憲政危機使計劃不可能實現。在海軍總司令魯道夫·蒙特庫科利大力干預下，成功開工建造兩艘「無畏艦」，後來批准再建兩艘同型艦，共四艘「泰格霍夫級」戰艦。奧軍本欲再建造另外四艘「泰格霍夫級戰艦」，但因第一次世界大戰爆發而取消。
1909年6月，俄羅斯帝國海軍開始為「波羅的海艦隊」建造四艘「甘古特級」戰艦，1911年10月，俄軍再為「黑海艦隊」開工建造四艘「瑪麗亞皇后級」，以上艦隻僅「瑪麗亞皇后級」一艘未完成，另外七艘陸續服役，但只有一艘於開工後四年內完工，因此「甘古特級」在完成後服役時跟其他國家的「無畏艦」比起來已顯得過時和居於劣勢。不過，俄軍吸收「對馬海峽海戰」的教訓以及受到庫尼貝蒂的影響，其「無畏艦」的速度相當快，介於戰鬥巡洋艦和一般「無畏艦」間，但火力與防護力皆小於後者。
1909年，西班牙也開始建造三艘「西班牙級」戰艦，這是排水量最小的「無畏艦」。儘管是在西班牙內建造，「西班牙級」基本上仰賴英國的援助才得以完成，許多關鍵物資和武器是從英國輸入，建造日程也因此極為受制，如三號艦「杰梅一世號」便拖了九年才完工。
巴西加入了「無畏艦」造艦競賽，向英國下單訂購三艘，並要求裝備比當代最大口徑還要大的主砲（即12門EOC 12英吋45倍徑艦砲），是世界上第三個建造「無畏艦」的國家。1907年4月17日，「米納斯吉拉斯號」開始建造，三天後，姊妹艦「聖保羅號」也跟著開工，而三號艦的方案則胎死腹中，最終兩艘「無畏艦」於1910年開始於巴西海軍服役。
荷蘭也曾於1912年建設一支現代化「無畏艦」艦隊來取代原有的「前無畏艦」岸防艦隊，1913年8月，「皇家委員會」提出建造9艘「無畏艦」的計畫。1914年8月，荷蘭議會通過了其中4艘的預算，但由於一次大戰爆發，該計畫被迫終止。
鄂圖曼土耳其則在一戰爆發前不久開始進行海軍的現代化，並向英國造船廠訂購了兩艘「無畏艦」，然而英國海軍大臣溫斯頓·邱吉爾為避免兩艦落入可能倒向敵對陣營的土耳其手中而強行扣押，將其編入皇家海軍中，這兩艘船為「雷沙迪耶號」（後更名「愛爾蘭號」）和「蘇丹·鄂圖曼一世號」（ 後更名為「阿金科特號」），此舉隨後導致德國將「戈本號」大巡洋艦和「布雷斯劳号」小巡洋舰贈予土耳其，成了後者最終加入同盟國的重要因素。
希臘曾從德國訂購「無畏艦」，但因為戰爭爆發而作罷，轉而向美國下訂主砲來裝備到本國的英製浅水重炮舰上。1914年，希臘向美國買進了兩艘「前無畏艦」，命名為「基爾基斯號」與「利姆諾斯號」後就役。

#### 「超無畏艦」

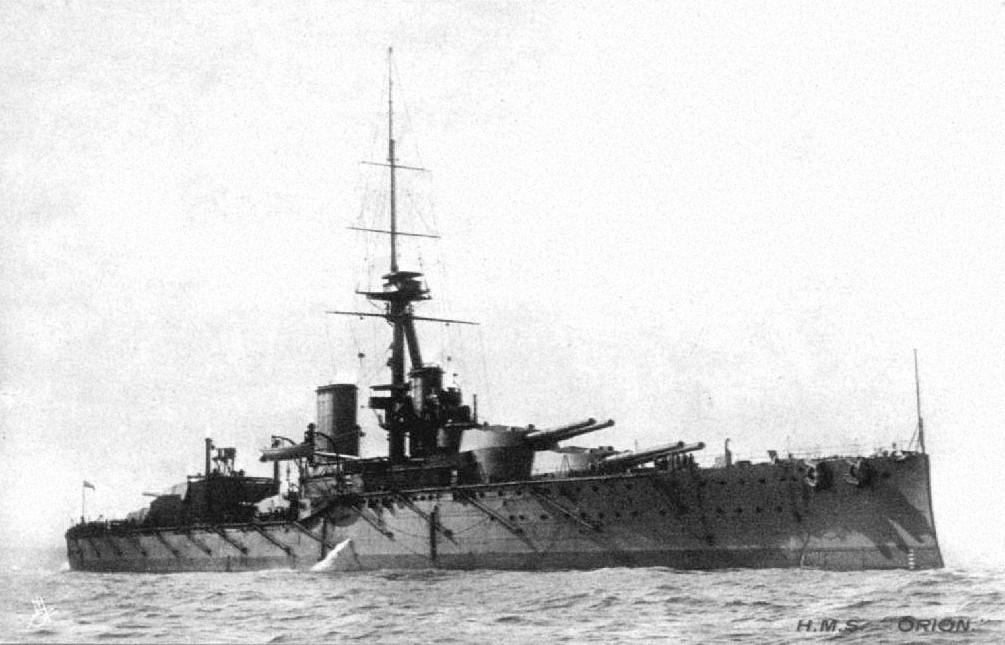
世界上第一艘「超無畏艦」——「俄里翁號」。

「無畏號」下水服役僅僅5年後，英國新式「無畏艦」——「俄里翁級」戰艦開始建造，由於與本級性能相近之戰艦遠超過「無畏號」，故作為一種「無畏艦」的衍生類型，被稱作為「超無畏艦」（Super-dreadnoughts）。以「俄里翁級」來說，其排水量達22,000噸，裝備的是口徑達13.5英吋（343公釐）的主砲，全部佈置於艦中線，大戰中後期，英國又建造了「伊莉莎白女王級」戰艦，去除了艦身中部砲塔，將省下的排水量換取裝載更大鍋爐的空間，其主砲口徑達381公釐、裝甲更厚實，也對水下攻擊做了防範，速度也高達25節，被認為是最早一批的「高速戰艦」。僅僅四年，後進的「俄里翁級」和「無畏號」相比，排水量增加了25%，舷侧重量更是直接翻了一倍。
英國「超無畏艦」的誕生刺激了其他國家爭相仿效，美國海軍於1911年開工建造「紐約級」戰艦，裝備14英寸（356）主砲，以此回應英軍，並將此艦砲口徑標準化。日本也同樣在1912年開始建造兩艘「扶桑級」戰艦，1914年又開建兩艘「伊勢級」，這兩級戰艦都各自裝有12門14英寸（356）的艦砲。1917年，日本再著手建造「長門級」戰艦，這是世界上第一批裝備16-英寸（406-）主砲的「無畏艦」，也單就主砲口徑而論，被認為是世界上最強大的戰艦。法國方面，繼「孤拔級」之後，建造了裝備13.4英寸（340）主砲的三艘「布列塔尼級」戰艦，原本還想另建五艘「諾曼第級」，但因第一次世界大戰的爆發而被迫取消。拉美國家方面，前述的巴西「無畏艦」也引發了南美國家間的一場小規模軍備競賽，阿根廷與智利各從美國與英國訂購了兩艘「超無畏艦」，阿根廷的兩艘「無畏艦」——「里瓦達維亞號」與「莫雷諾號」與假想敵巴西的「無畏艦」武裝相等，但排水量較重、裝甲也較厚。智利訂購的兩艘戰艦後來在一戰爆發後都被英國買了下來，戰後智利才將其中的一艘——「拉托瑞海軍上將號」購回服役。
初期的「超無畏艦」有水平防禦上的弱點，為一次大戰前設計者的明顯特徵，這種船艦強調在近距離戰鬥中容易被擊中的舷側垂直防禦裝甲之作用，然而遠距離交戰而飛來的砲彈是從空中落至砲塔天蓋或彈藥庫上方，此處向來是裝甲薄弱、容易被貫穿之處，以「無畏號」來說，其負責垂直防禦的側舷裝甲為279公釐厚，但水平防禦的甲板只有76公釐。同時，戰艦射程也自早期的日俄戰爭至一次大戰的「日德蘭海戰」發展到10000、甚至是20000公尺，仰角也從10度提升到20度以上，以往若是10度內俯角落下水平甲板的砲彈還可能將其彈開，或是最多造成凹陷，但「日德蘭海戰」的戰例充分顯示了先前設計的「無畏艦」在水平裝甲上的巨大弱點。戰後，新式戰艦一般都設計具備5至6英寸（130至150）的裝甲板保護水平甲板，並有了計算水平裝甲可防禦範圍的「免疫區」概念。另一個設計上的變動是強化了水下防禦（詳見上節）。
美國海軍則從1912年開工建造的「內華達級」起，建造了一批所謂的「標準型戰艦」，其特點為專為遠程交戰所設計（其他歐洲列強的海軍要一直到四年後的「日德兰海战」才領教到遠程砲戰的危險性），具備特其有的「重點裝甲布防」配置和「筏式結構」，讓全艦中最重要的部位以最厚實的裝甲保護，並使該區具有足夠的浮力，即使沒有裝甲保護的船頭船尾處被打穿後依舊能浮在水面上。1942年的「瓜達爾卡納爾海戰」驗證了這種設計的成效，「南達科他號」被日軍軍艦擊中了26發，依舊浮在水面上並保持著戰鬥力。
1914年8月，第一次世界大戰爆發，使「無畏艦」的建造資源被挪去更為優先的軍事項目，原先生產艦砲的鑄造廠也改生產陸上火砲，造船廠則用於生產小型船艦。一次大戰期間較弱小的海軍列強國——法國、奧匈帝國、義大利和俄羅斯等都完全停止了各自的「無畏艦」，而英國和德國還維持建造工程，但速度較戰前慢上不少。
英國在戰爭爆發後同樣將資源從戰艦建造案中大量抽出，而費舍爾又再度擔任第一海務大臣，完成了「復仇級」和「伊丽莎白女王级」戰艦（儘管「復仇級」的最後兩艘建案被改為建造「名望級」戰鬥巡洋艦）。費舍爾將精力大量投注於戰鬥巡洋艦上，並下令建造設計更為極端的「勇敢級」，這級戰鬥巡洋艦速度極快、武裝強大，但裝甲僅有3英寸（76），因此冠名為「大型輕巡洋艦」，用於說服反對建造新主力艦的閣員。費舍爾的戰鬥巡洋艦的偏執最終達到巔峰，提出了「無比級」的建造計畫，其主炮口徑達508公釐，甚至超過了歷史上最大的「大和號」戰艦，但最終並沒有投產
德國則在戰爭期間繼續建造「巴伐利亞級」戰艦，但原定的4艘中僅有2艘完成。戰爭爆發後德國還開始建造「興登堡號」戰鬥巡洋艦，並於1917年完工。另外還在1914至1915年期間設計了「馬肯森級」戰鬥巡洋艦，但始終沒有完成。

### 第一次世界大戰

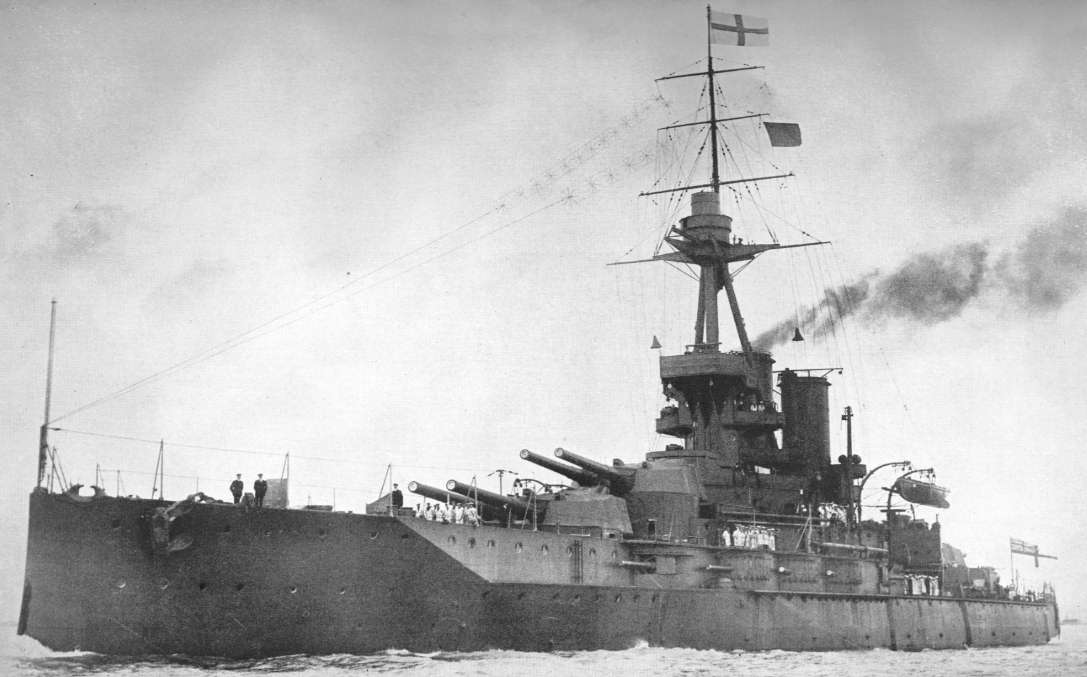
無畏艦「鐵公爵號戰艦 (1912)」，英國皇家海軍「大艦隊」的旗艦。

「無畏艦」問世後，首次參與的戰爭即第一次世界大戰，然而與幾年前規模巨大的对马海峡之战相比，戰艦在戰爭中幾乎被邊緣化，對決定戰爭走向的東西兩線大規模地面戰可說是毫無影響，戰艦對德國於海上展開的破交戰以及協約國的海上封鎖戰略，同樣都不具影響力。
藉由地理位置的優勢，英國皇家海軍很容易將德國海軍主力艦隊——「公海舰队」壓制、乃至於封鎖在北海內，然而另一方面，德國海軍在波羅的海亦有相當的優勢條件，以至於英國艦隊始終未能突破該海域。英德雙方都很清楚，英軍「無畏艦」艦隊擁有數量優勢，若展開一次兩軍全艦出動的大海戰，結果極可能是英軍獲勝，故德國採取的戰略是誘使英軍主力——「大艦隊」的一部份與「公海艦隊」交戰並加以摧毀，或者將其引誘至德國沿海，以當地的水雷陣將其削弱，再聯合潛艇、魚雷艇部隊將其消滅。
大戰頭兩年，在北海戰區英德海軍僅打過兩次小規模海戰——「赫爾戈蘭海戰」與「多格爾沙洲海戰」，且僅為雙方戰鬥巡洋艦之間的交手。另外，德軍不斷發起對英國沿岸城市的砲轟行動，欲引誘英軍「大艦隊」，但後者始終未踏入陷阱，直到1916年5月31日，德軍發起同樣的嘗試後，英軍「大艦隊」獲悉其來襲的情報、傾巢而出，與「公海艦隊」交火，此為歷史上唯一一次「無畏艦」之間的大規模海戰——日德兰海战，最終德軍以擊沉較多的英軍船艦而獲得戰術性勝利，但北海的戰略局勢依舊沒有改變，「公海艦隊」仍是被封鎖。
其他戰區海域也沒有發生任何具決定性的海戰。黑海戰區的俄羅斯與土耳其海軍戰艦只進行了小規模的海戰；波罗的海方面則是僅有輕型艦艇互相進行破交戰與佈雷戰，僅1917年德軍發動的「阿爾比翁行動」中動員過大量的「公海艦隊」「無畏艦」，但也不曾發生過「無畏艦」之間的大戰；亚得里亚海方面也基本上與北海相同，奥匈帝国的「無畏艦」艦隊被英法聯軍艦隊封鎖於該海域中，而協約國在整個地中海的絕大多數「無畏艦」都被抽調去支援對加里波利的登陸作戰。
在整場戰爭過程中，複雜、造價高昂的戰艦暴露了在其他成本便宜的武器攻擊下的脆弱性，1914年9月，德軍「U-9」潛艇對英軍主力艦群發動攻擊，在一小時內就擊沉三艘巡洋艦。1914年10月，英軍新服役的英王喬治五世級超無畏艦——「大膽號」觸雷被炸沉。10月底，英軍的北海戰略與戰術擬定大幅轉變，從近岸封鎖改為遠距離封鎖以規避潛艇攻擊的風險。
作為「無畏艦」唯一相互交手例子，日德蘭戰役的經驗備受各國海軍關注，戰鬥中期，德軍「公海艦隊」在陣位、數量以及火力等條件上都居於劣勢，不得不撤退，之所以能夠成功逃脫「大艦隊」的追捕也是因為英軍對德軍巡洋艦與驅逐艦的魚雷威脅、深感到戰艦本身的脆弱性之故。從德方的角度來看，「公海艦隊」不能夠在沒有潛艇支援的條件下去挑戰「大艦隊」，而德軍的潛艇這時都被抽調去規模漸增的無限制潛艇戰，故水面艦隊變得無事可作，戰爭其餘時間幾乎都閒置於港內。

### 淡出歷史

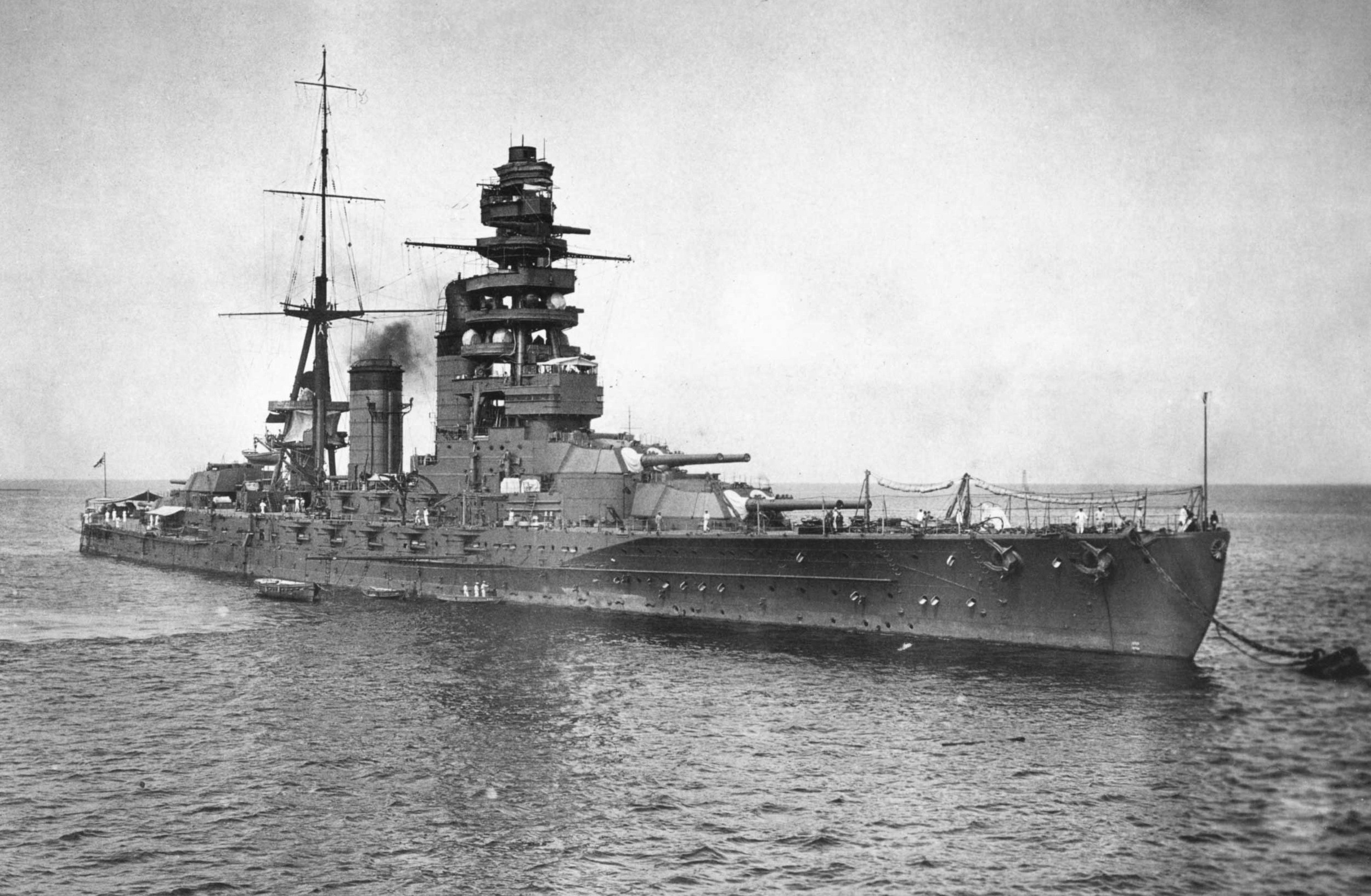
「長門號」戰艦，一次大戰後《华盛顿海军条约》有效期間內同「陸奧號」、「納爾遜號」、「羅德尼號」、「科羅拉多號」、「馬里蘭號」和「西維吉尼亞號」並列為「七大戰艦」（Big Seven）。

儘管因為一次大戰爆發造艦競賽被迫停歇，但隨後的1919至1922年期間出現了戰後僅存的海上強權——英國以及新興的海軍列強——美國與日本引發新一波海軍軍備競賽的危機。此一時期各國都引用一戰的經驗與教訓改進戰艦的設計，英軍第一種受其影響的作品即是最初於1916年設計的「海軍上將級」戰鬥巡洋艦，鑑於日德蘭之戰中戰鬥巡洋艦輕視裝甲造成的慘重損失，「海軍上將級」大幅提昇裝甲防護能力，排水量上升至42,000噸。然而日本與美國持有展開新一波軍備競賽的主動權，美國伍德罗·威尔逊總統於1916年通過新的海軍建設法案，將新造156艘軍艦，包括10艘戰艦和6艘戰鬥巡洋艦。這是第一次美國海軍對英國的世界霸權產生威脅。儘管美軍因為檢討日德蘭之戰而多次變更設計、建設法案展開之慢，但新出臺的「科羅拉多級」戰艦以及「列星頓級」戰鬥巡洋艦將會裝備口徑達16英寸（406）的主砲，一舉超越英軍的「伊莉莎白女王級」和「海軍上將級」的戰力。與此同時，日本帝國海軍獲得國會授權，得以實行名為「八八艦隊」的大型造艦方案，1916年開工建造與美軍假想敵相同、裝載8門16英吋砲的「長門級」戰艦。隔年又再規劃建造兩艘以上裝備10門16英吋砲「土佐級」戰艦，以及兩艘以上同樣武裝、具備30節高航速、得以擊敗英軍「海軍上將級」與美軍「列星頓級」的「天城級」戰鬥巡洋艦。
1919年，美國威爾遜總統再度推出新的海軍造艦計畫，將新造10艘戰艦與6艘戰鬥巡洋艦，接續未完成的1916年法案。而日本見此也決定在「八八艦隊」完成後再另外造出4艘戰艦，包括43000噸的「紀伊級」戰艦以及裝備18英寸（457）砲的「十三號級」戰鬥巡洋艦。歷經一次大戰國力受創甚深的英國，面臨日本與美國的挑戰力有未歹，4艘「海軍上將級」僅完成了「胡德號」一艘，1919年6月，海軍部提出將戰後的皇家海軍整合為一支擁有33艘戰艦與8艘戰鬥巡洋艦的計畫，為此一年必須取得1.71億英鎊（折合現今約同99.3億英鎊）的預算，但實際上僅有8,400萬英鎊可用。海軍部只好重新評估，改為主張最低限度也要再建8艘戰艦，即擁有16英吋砲和高航速的「G3級」戰鬥巡洋艦以及裝備18英寸（457）砲的「N3級」戰艦。原為世界第二規模的德國海軍則因為戰敗被迫簽署的《凡尔赛条约》而不得再新造戰艦，絕大多數的德軍主力艦也在1919年因懼於被協約國瓜分而自沉於斯卡帕湾，剩餘者則成了戰利品被瓜分殆盡。
1922年，世界海軍列強國為防止再度挑起如戰前軍備競賽的情形，而聚於美國華盛頓商討並簽署限武條約，是為《华盛顿海军条约》，條約明令限制各列強國海軍之排水量噸位，並因此終止了美國與日本等已開工的新型戰艦建造工程，不少為之廢棄或改裝為航空母艦之用，進入所謂的「海軍假日」時期。大多數從條約中保留的戰艦經過進一步的現代化繼續服役，並隨後投入於二次大戰中使用，部份因老舊而在條約限制下被迫退役之戰艦，各國改為設計非正規的「条约型战列舰」取而代之。另外，由於新造戰艦皆已具備「無畏艦」的設計，「無畏艦」一詞逐漸被「戰艦」所取代。

## 註解
1. ↑  費舍爾最早堅定提倡「全重砲艦」的意見始於1904年的一份文件，其中便要求戰艦應裝載16門的10英吋主砲，到了同年11月，則把口徑的要求上升到12英吋。1902年時費舍爾也曾建議過戰艦應有「全列同等的火力」，同樣可視作「全重砲艦」的思想[29]。
2. ↑  然而，有研究指出，費舍爾比起戰艦，更關心同樣也具革命性的新式戰艦——「战列巡洋舰」（為一種擁有戰艦級別火力，但裝甲薄弱、航速高的軍艦）[30]。
3. ↑  舉例來說，「無畏號」的建造成本為1,783,000英鎊，而後段「前無畏艦」的「納爾遜勳爵級」為每艘1,540,000英鎊，8年後問世的「伊莉莎白女王級」則是每艘2,300,000英鎊，這三個價位相當於今天的2.42億、2.09億、2.86億[92][93]

## 註腳
1. ↑  Mackay（1973年），第326页
2. ↑  Friedman（1978年），第99页
3. 1 2 3  Friedman（1985年），第52页
4. ↑  潘彥豪（2010年），第55页
5. 1 2  Friedman（1985年），第53页
6. ↑  Lambert（1999年），第78页
7. ↑  Forczyk（2009年），第50、72页
8. ↑  Forczyk（2009年），第50、72、56、57页
9. ↑  Sondhaus（2001年），第170-171页
10. ↑  潘彥豪（2010年），第69、71-72页
11. ↑  Breyer（1973年），第113、331-332、418页
12. 1 2  Friedman（1985年），第51页
13. ↑  Friedman（1985年），第53-58页
14. 1 2  Parkes（1990年），第426页
15. ↑  Parkes（1990年），第451-452页
16. ↑  Breyer（1973年），第113页
17. ↑  Friedman（1985年），第55页
18. ↑  Fairbanks（1991年），第250页
19. 1 2  Friedman（1978年），第98页
20. ↑  Cuniberti（1903年），第407-409页
21. ↑  Breyer（1973年），第331页
22. 1 2  Evans & Peattie（1997年），第159页
23. ↑  Jentschura，Jung & Mickel（1977年），第22-23页
24. ↑  Friedman（1985年），第62页
25. ↑  Marder（1964年），第542页
26. ↑  Friedman（1985年），第419页
27. 1 2 3  Gardiner（1992年），第15页
28. ↑  Friedman（1985年），第63页
29. ↑  Mackay（1973年），第312页
30. ↑  Sumida（1995年），第619-621页
31. 1 2  Breyer（1973年），第115页
32. ↑  Breyer（1973年），第46、115页
33. ↑  潘彥豪（2010年），第56-58页
34. ↑  Gardiner & Lambert（2001年），第125-126页
35. ↑  Breyer（1973年），第54, 266页
36. ↑  Friedman（1978年），第130-131页
37. ↑  Friedman（1978年），第129页
38. 1 2  Friedman（1978年），第130页
39. ↑  Friedman（1978年），第135页
40. ↑  潘彥豪（2010年），第86页
41. ↑  Breyer（1973年），第71页
42. ↑  潘彥豪（2010年），第88页
43. 1 2  Friedman（2013年），第329-330页
44. ↑  Breyer（1973年），第72页
45. ↑  Breyer（1973年），第73页
46. ↑  Breyer（1973年），第84页
47. ↑  Breyer（1973年），第82页
48. ↑  Breyer（1973年），第214页
49. ↑  Breyer（1973年），第367页
50. ↑  Friedman（1978年），第113-116页
51. ↑  Breyer（1973年），第107, 115页
52. ↑  Breyer（1973年），第196页
53. ↑  Friedman（1978年），第135-136页
54. 1 2  Breyer（1973年），第263页
55. ↑  Breyer（1973年），第106-107页
56. ↑  Breyer（1973年），第159页
57. ↑  Friedman（1978年），第116-122页
58. ↑  Friedman（1978年），第151-153页
59. ↑  Friedman（1978年），第141-151页
60. ↑  Giorgerini（1980年），第268页
61. ↑  Friedman（1978年），第134页
62. ↑  Friedman（1978年），第132页
63. ↑  Breyer（1973年），第138页
64. ↑  Friedman（1978年），第7-8页
65. ↑  Friedman（1978年），第54-61页
66. ↑  Gardiner（1992年），第9页
67. ↑  Friedman（2013年），第615页
68. ↑  Friedman（1978年），第65-66页
69. ↑  Friedman（1978年），第67页
70. ↑  Friedman（1978年），第66-67页
71. ↑  Breyer（1973年），第360页
72. ↑  Friedman（1978年），第77-79页
73. ↑  Friedman（1978年），第79-83页
74. ↑  Friedman（1978年），第95页
75. ↑  Friedman（1978年），第89-90页
76. ↑  Friedman（1978年），第91页
77. 1 2  Breyer（1973年），第46页
78. ↑  Massie（2004年），第474页
79. ↑  Friedman（1985年），第75-76页
80. ↑  Gardiner（1992年），第7-8页
81. ↑  Breyer（1973年），第292, 295页
82. ↑  Friedman（1985年），第213页
83. 1 2 3  Friedman（1978年），第93页
84. ↑  Mackay（1973年），第269页
85. ↑  Brown（2003年），第22-23页
86. 1 2  Brown（2003年），第23页
87. ↑  Parkes（1990年），第582-583页
88. ↑  Friedman（1978年），第94页
89. ↑  Kennedy（1983年），第218页
90. ↑  Sondhaus（2001年），第198-201页
91. ↑  Herwig（1980年），第54-55页
92. ↑  Breyer（1973年），第52、141页
93. ↑  Measuring Worth
94. ↑  Sondhaus（2001年），第227-228页
95. ↑  Keegan（1999年），第281页
96. ↑  Breyer（1973年），第59页
97. ↑  Sondhaus（2001年），第203页
98. ↑  Sondhaus（2001年），第203-204页
99. ↑  Kennedy（1983年），第224-228页
100. ↑  Sondhaus（2001年），第204-205页
101. ↑  Breyer（1973年），第115、196页
102. ↑  Friedman（1985年），第57页
103. ↑  Gardiner & Gray（1985年），第112页
104. ↑  Friedman（1985年），第69页
105. ↑  潘彥豪（2010年），第92-93页
106. ↑  Evans & Peattie（1997年），第142-143页
107. ↑  Breyer（1973年），第333页
108. ↑  潘彥豪（2010年），第93页
109. ↑  Sondhaus（2001年），第214-215页
110. ↑  Gardiner & Gray（1985年），第190页
111. ↑  潘彥豪（2010年），第95页
112. ↑  Sondhaus（2001年），第209-211页
113. ↑  Sondhaus（2001年），第211-213页
114. 1 2  Gardiner & Gray（1985年），第302-303页
115. ↑  Gibbons（1983年），第205页
116. ↑  Breyer（1973年），第393页
117. ↑  Gibbons（1983年），第195页
118. ↑  Gardiner & Gray（1985年），第378页
119. ↑  Sondhaus（2001年），第216页
120. ↑  Gardiner & Gray（1985年），第403–404页
121. ↑  Breyer（1973年），第320页
122. ↑  Breyer（1973年），第450-455页
123. ↑  Gardiner & Gray（1985年），第363-364、366页
124. ↑  Greger（1993年），第252页
125. ↑  Sondhaus（2001年），第220页
126. ↑  Breyer（1973年），第140-144页
127. ↑  Breyer（1973年），第126页
128. ↑  Sondhaus（2001年），第214页
129. ↑  Sondhaus（2001年），第214-216页
130. ↑  Gardiner & Gray（1985年），第401、408页
131. ↑  Breyer（1973年），第75-79页
132. ↑  Friedman（1985年），第202-203页
133. ↑  Breyer（1973年），第61页
134. ↑  Breyer（1973年），第61-62页
135. ↑  Breyer（1973年），第277-284页
136. ↑  Kennedy（1983年），第250-251页
137. ↑  Keegan（1999年），第289页
138. ↑  Ireland & Grove（1997年），第88-95页
139. ↑  Keegan（1999年），第234-235页
140. ↑  Kennedy（1983年），第256-257页
141. ↑  Massie（2005年），第127-145页
142. ↑  Kennedy（1983年），第245-248页
143. ↑  Kennedy（1983年），第247-249页
144. ↑  潘彥豪（2010年），第125页
145. ↑  Breyer（1973年），第62-63页
146. ↑  Breyer（1973年），第63页
147. ↑  Evans & Peattie（1997年），第171页
148. ↑  Evans & Peattie（1997年），第174页
149. ↑  Breyer（1973年），第356页
150. ↑  Kennedy（1983年），第274-275页
151. ↑  Breyer（1973年），第173-174页
152. ↑  Breyer（1973年），第69-70页
153. ↑  Lyons & Ulbrich（2021年），第196页